# دينيسي أوستن
دينيسي أوستن (بالإنجليزية: Dean Austin)‏ (26 أبريل 1970 في المملكة المتحدة - ) هو لاعب كرة قدم بريطاني في مركز الدفاع. لعب مع توتنهام هوتسبير وكريستال بالاس ونادي ساوثيند يونايتد ونادي وكينغ وسانت ألبانز سيتي.

## وصلات خارجية
- دينيسي أوستن على موقع قاعدة بيانات كرة القدم.إي يو (الإنجليزية)
- دينيسي أوستن على موقع Soccerbase.com (لاعب) (الإنجليزية)
- دينيسي أوستن على موقع عالم كرة القدم.نت (الإنجليزية)